# Alan Franco Palma
Alan Steven Franco Palma (Alfredo Baquerizo, Guayas, 21 de agosto de 1998) es un futbolista ecuatoriano. Juega como centrocampista y su equipo actual es Atlético Mineiro de la Serie A de Brasil.

## Trayectoria

### Inicios
Alan Franco se inició en el Club Sport Venecia y luego pasó al Club Norte América donde solo jugó en la categoría sub-14.

### Independiente del Valle
Fue traspasado a las inferiores del Independiente del Valle en el año 2014 donde jugó varias categorías. En el 2016 debuta oficialmente con el primer equipo en un partido válido contra Liga Deportiva Universitaria pero no fue hasta el 2018 donde fue promovido al primer equipo definitivamente con el técnico Gabriel Schürrer, quien le dio más oportunidades de jugar de titular.
Para el año 2019 lográ afianzarse en el rol titular con el director técnico español Miguel Ángel Ramírez logrando marcar dos goles importantes en las fases finales de la Copa Sudamericana donde logran conquistar el trofeo al vencer 3-1 a Colón en la final organizada por Conmebol en Asunción.

### Atlético Mineiro
El 3 de junio de 2020 es confirmado como nuevo refuerzo del Atlético Mineiro dirigido por Jorge Sampaoli. El 21 de julio de 2020 fue presentado oficialmente como jugador de Atlético Mineiro. El 24 de marzo de 2025, después de consolidarse en el rol titular del equipo, fue renovado hasta diciembre de 2027.

### Charlotte F. C.
El 21 de diciembre de 2021 se confirmó su préstamo al Charlotte Football Club de la MLS, por parte del club brasileño.

### Talleres de Córdoba
El 24 de junio de 2022 se confirmó su préstamo por un año con opción de compra al Talleres de Argentina. Debutó el 29 de junio ante Colón, en el partido correspondiente a los octavos de final de la Copa Libertadores, marcando el gol que selló el empate 1-1. Dejó la institución cordobesa al finalizar su contrato el 30 de junio de 2023.

## Selección nacional

### Categorías inferiores

#### Participaciones en Sudamericanos
| Campeonato                              | Sede     | Resultado    | Partidos | Goles |
| --------------------------------------- | -------- | ------------ | -------- | ----- |
| Sudamericano Sub-17 de 2015             | Paraguay | Tercer lugar | 4        | 0     |
| Preolímpico Sudamericano Sub-23 de 2020 | Colombia | Primera fase | 4        | 0     |

#### Participaciones en Copas del Mundo
| Campeonato                  | Sede  | Resultado        | Partidos | Goles |
| --------------------------- | ----- | ---------------- | -------- | ----- |
| Copa Mundial Sub-17 de 2015 | Chile | Cuartos de final | 1        | 0     |

### Selección absoluta
En septiembre de 2018 es convocado por Hernán Darío Gómez para jugar los partidos amistosos de la selección absoluta.
En el 2019 es nuevamente convocado por el técnico interino Jorge Célico para la fecha FIFA de noviembre frente a Trinidad y Tobago donde fue autor de un gol, y frente a Colombia donde fue nuevamente tomado en cuenta en el 11 titular. El 14 de noviembre de 2022 fue incluido por Gustavo Alfaro en la lista final para la Copa Mundial Catar 2022.
El 29 de mayo de 2024, fue incluido en la lista de 26 futbolistas convocados por Félix Sánchez Bas para su participación en la Copa América 2024.

#### Participaciones en Copas del Mundo
| Mundial           | Sede  | Resultado      | Partidos | Goles |
| ----------------- | ----- | -------------- | -------- | ----- |
| Copa Mundial 2022 | Catar | Fase de grupos | 2        | 0     |

#### Participaciones en eliminatorias
| Eliminatorias      | Sede            | Resultado   | Partidos | Goles |
| ------------------ | --------------- | ----------- | -------- | ----- |
| Eliminatorias 2022 | América del Sur | Clasificado | 12       | 0     |
| Eliminatorias 2026 | América del Sur | Clasificado | 12       | 0     |

#### Participaciones en Copa América
| Copa              | Sede           | Resultado        | Partidos | Goles |
| ----------------- | -------------- | ---------------- | -------- | ----- |
| Copa América 2021 | Brasil         | Cuartos de final | 4        | 0     |
| Copa América 2024 | Estados Unidos | Cuartos de final | 4        | 0     |

### Partidos internacionales
Actualizado al último partido disputado el 10 de junio de 2025.
| \| N.° \| Fecha \| Ciudad \| Rival \| Resultado \| Resultado \| Competencia \| \| --- \| ------------------------ \| --------------- \| ----------------- \| ------------ \| --------- \| ----------------------------------- \| \| 1. \| 11 de septiembre de 2018 \| Bridgeview \| Guatemala \| 2-0 \| Victoria \| Amistoso \| \| 2. \| 12 de octubre de 2018 \| Doha \| Catar \| 3-4 \| Derrota \| Amistoso \| \| 3. \| 16 de octubre de 2018 \| Doha \| Omán \| 0-0 \| Empate \| Amistoso \| \| 4. \| 14 de noviembre de 2019 \| Portoviejo \| Trinidad y Tobago \| 3-0 \| Victoria \| Amistoso \| \| 5. \| 19 de noviembre de 2019 \| Harrison \| Colombia \| 0-1 \| Derrota \| Amistoso \| \| 6. \| 8 de octubre de 2020 \| Buenos Aires \| Argentina \| 0-1 \| Derrota \| Eliminatorias al Mundial Catar 2022 \| \| 7. \| 13 de octubre de 2020 \| Quito \| Uruguay \| 4-2 \| Victoria \| Eliminatorias al Mundial Catar 2022 \| \| 8. \| 12 de noviembre de 2020 \| La Paz \| Bolivia \| 3-2 \| Victoria \| Eliminatorias al Mundial Catar 2022 \| \| 9. \| 4 de junio de 2021 \| Porto Alegre \| Brasil \| 0-2 \| Derrota \| Eliminatorias al Mundial Catar 2022 \| \| 10. \| 20 de junio de 2021 \| Río de Janeiro \| Venezuela \| 2-2 \| Empate \| Copa América 2021 \| \| 11. \| 23 de junio de 2021 \| Goiânia \| Perú \| 2-2 \| Empate \| Copa América 2021 \| \| 12. \| 27 de junio de 2021 \| Goiânia \| Brasil \| 1-1 \| Empate \| Copa América 2021 \| \| 13. \| 3 de julio de 2021 \| Brasilia \| Argentina \| 0-3 \| Derrota \| Copa América 2021 \| \| 14. \| 9 de septiembre de 2021 \| Montevideo \| Uruguay \| 0-1 \| Derrota \| Eliminatorias al Mundial Catar 2022 \| \| 15. \| 10 de octubre de 2021 \| Caracas \| Venezuela \| 1-2 \| Derrota \| Eliminatorias al Mundial Catar 2022 \| \| 16. \| 14 de octubre de 2021 \| Barranquilla \| Colombia \| 0-0 \| Empate \| Eliminatorias al Mundial Catar 2022 \| \| 17. \| 11 de noviembre de 2021 \| Quito \| Venezuela \| 1-0 \| Victoria \| Eliminatorias al Mundial Catar 2022 \| \| 18. \| 16 de noviembre de 2021 \| Santiago \| Chile \| 2-0 \| Victoria \| Eliminatorias al Mundial Catar 2022 \| \| 19. \| 27 de enero de 2022 \| Quito \| Brasil \| 1-1 \| Empate \| Eliminatorias al Mundial Catar 2022 \| \| 20. \| 1 de febrero de 2022 \| Lima \| Perú \| 1-1 \| Empate \| Eliminatorias al Mundial Catar 2022 \| \| 21. \| 29 de marzo de 2022 \| Guayaquil \| Argentina \| 1-1 \| Empate \| Eliminatorias al Mundial Catar 2022 \| \| 22. \| 5 de junio de 2022 \| Chicago \| México \| 0-0 \| Empate \| Amistoso \| \| 23. \| 11 de junio de 2022 \| Fort Lauderdale \| Cabo Verde \| 1-0 \| Victoria \| Amistoso \| \| 24. \| 23 de septiembre de 2022 \| Murcia \| Arabia Saudita \| 0-0 \| Empate \| Amistoso \| \| 25. \| 12 de noviembre de 2022 \| Madrid \| Irak \| 0-0 \| Empate \| Amistoso \| \| 26. \| 20 de noviembre de 2022 \| Jor \| Catar \| 2-0 \| Victoria \| Mundial Catar 2022 \| \| 27. \| 29 de noviembre de 2022 \| Rayán \| Senegal \| 1-2 \| Derrota \| Mundial Catar 2022 \| \| 28. \| 28 de marzo de 2023 \| Melbourne \| Australia \| 2-1 \| Victoria \| Amistoso \| \| 29. \| 17 de junio de 2023 \| Harrison \| Bolivia \| 1-0 \| Victoria \| Amistoso \| \| 30. \| 20 de junio de 2023 \| Chester \| Costa Rica \| 3-1 \| Victoria \| Amistoso \| \| 31. \| 16 de noviembre de 2023 \| Maturín \| Venezuela \| 0-0 \| Empate \| Eliminatorias al Mundial 2026 \| \| 32. \| 21 de noviembre de 2023 \| Quito \| Chile \| 1-0 \| Victoria \| Eliminatorias al Mundial 2026 \| \| 33. \| 21 de marzo de 2024 \| Harrison \| Guatemala \| 2-0 \| Victoria \| Amistoso \| \| 34. \| 24 de marzo de 2024 \| Harrison \| Italia \| 0-2 \| Derrota \| Amistoso \| \| 35. \| 9 de junio de 2024 \| Chicago \| Argentina \| 0-1 \| Derrota \| Amistoso \| \| 36. \| 16 de junio de 2024 \| East Hartford \| Honduras \| 2-1 \| Victoria \| Amistoso \| \| 37. \| 22 de junio de 2024 \| Santa Clara \| Venezuela \| 1-2 \| Derrota \| Copa América 2024 \| \| 38. \| 26 de junio de 2024 \| Paradise \| Jamaica \| 3-1 \| Victoria \| Copa América 2024 \| \| 39. \| 30 de junio de 2024 \| Glendale \| México \| 0-0 \| Empate \| Copa América 2024 \| \| 40. \| 4 de julio de 2024 \| Houston \| Argentina \| 1-1 (2-4 p.) \| Empate \| Copa América 2024 \| \| 41. \| 6 de septiembre de 2024 \| Curitiba \| Brasil \| 0-1 \| Derrota \| Eliminatorias al Mundial 2026 \| \| 42. \| 10 de septiembre de 2024 \| Quito \| Perú \| 1-0 \| Victoria \| Eliminatorias al Mundial 2026 \| \| 43. \| 10 de octubre de 2024 \| Quito \| Paraguay \| 0-0 \| Empate \| Eliminatorias al Mundial 2026 \| \| 44. \| 15 de octubre de 2024 \| Montevideo \| Uruguay \| 0-0 \| Empate \| Eliminatorias al Mundial 2026 \| \| 45. \| 14 de noviembre de 2024 \| Guayaquil \| Bolivia \| 4-0 \| Victoria \| Eliminatorias al Mundial 2026 \| \| 46. \| 19 de noviembre de 2024 \| Barranquilla \| Colombia \| 1-0 \| Victoria \| Eliminatorias al Mundial 2026 \| \| 47. \| 21 de marzo de 2025 \| Quito \| Venezuela \| 2-1 \| Victoria \| Eliminatorias al Mundial 2026 \| \| 48. \| 25 de marzo de 2025 \| Santiago \| Chile \| 0-0 \| Empate \| Eliminatorias al Mundial 2026 \| \| 49. \| 5 de junio de 2025 \| Guayaquil \| Brasil \| 0-0 \| Empate \| Eliminatorias al Mundial 2026 \| \| 50. \| 10 de junio de 2025 \| Lima \| Perú \| 0-0 \| Empate \| Eliminatorias al Mundial 2026 \| |                          |                 |                   |              |           |                                     |
| N.° | Fecha                    | Ciudad          | Rival             | Resultado    | Resultado | Competencia                         |
| 1. | 11 de septiembre de 2018 | Bridgeview      | Guatemala         | 2-0          | Victoria  | Amistoso                            |
| 2. | 12 de octubre de 2018    | Doha            | Catar             | 3-4          | Derrota   | Amistoso                            |
| 3. | 16 de octubre de 2018    | Doha            | Omán              | 0-0          | Empate    | Amistoso                            |
| 4. | 14 de noviembre de 2019  | Portoviejo      | Trinidad y Tobago | 3-0          | Victoria  | Amistoso                            |
| 5. | 19 de noviembre de 2019  | Harrison        | Colombia          | 0-1          | Derrota   | Amistoso                            |
| 6. | 8 de octubre de 2020     | Buenos Aires    | Argentina         | 0-1          | Derrota   | Eliminatorias al Mundial Catar 2022 |
| 7. | 13 de octubre de 2020    | Quito           | Uruguay           | 4-2          | Victoria  | Eliminatorias al Mundial Catar 2022 |
| 8. | 12 de noviembre de 2020  | La Paz          | Bolivia           | 3-2          | Victoria  | Eliminatorias al Mundial Catar 2022 |
| 9. | 4 de junio de 2021       | Porto Alegre    | Brasil            | 0-2          | Derrota   | Eliminatorias al Mundial Catar 2022 |
| 10. | 20 de junio de 2021      | Río de Janeiro  | Venezuela         | 2-2          | Empate    | Copa América 2021                   |
| 11. | 23 de junio de 2021      | Goiânia         | Perú              | 2-2          | Empate    | Copa América 2021                   |
| 12. | 27 de junio de 2021      | Goiânia         | Brasil            | 1-1          | Empate    | Copa América 2021                   |
| 13. | 3 de julio de 2021       | Brasilia        | Argentina         | 0-3          | Derrota   | Copa América 2021                   |
| 14. | 9 de septiembre de 2021  | Montevideo      | Uruguay           | 0-1          | Derrota   | Eliminatorias al Mundial Catar 2022 |
| 15. | 10 de octubre de 2021    | Caracas         | Venezuela         | 1-2          | Derrota   | Eliminatorias al Mundial Catar 2022 |
| 16. | 14 de octubre de 2021    | Barranquilla    | Colombia          | 0-0          | Empate    | Eliminatorias al Mundial Catar 2022 |
| 17. | 11 de noviembre de 2021  | Quito           | Venezuela         | 1-0          | Victoria  | Eliminatorias al Mundial Catar 2022 |
| 18. | 16 de noviembre de 2021  | Santiago        | Chile             | 2-0          | Victoria  | Eliminatorias al Mundial Catar 2022 |
| 19. | 27 de enero de 2022      | Quito           | Brasil            | 1-1          | Empate    | Eliminatorias al Mundial Catar 2022 |
| 20. | 1 de febrero de 2022     | Lima            | Perú              | 1-1          | Empate    | Eliminatorias al Mundial Catar 2022 |
| 21. | 29 de marzo de 2022      | Guayaquil       | Argentina         | 1-1          | Empate    | Eliminatorias al Mundial Catar 2022 |
| 22. | 5 de junio de 2022       | Chicago         | México            | 0-0          | Empate    | Amistoso                            |
| 23. | 11 de junio de 2022      | Fort Lauderdale | Cabo Verde        | 1-0          | Victoria  | Amistoso                            |
| 24. | 23 de septiembre de 2022 | Murcia          | Arabia Saudita    | 0-0          | Empate    | Amistoso                            |
| 25. | 12 de noviembre de 2022  | Madrid          | Irak              | 0-0          | Empate    | Amistoso                            |
| 26. | 20 de noviembre de 2022  | Jor             | Catar             | 2-0          | Victoria  | Mundial Catar 2022                  |
| 27. | 29 de noviembre de 2022  | Rayán           | Senegal           | 1-2          | Derrota   | Mundial Catar 2022                  |
| 28. | 28 de marzo de 2023      | Melbourne       | Australia         | 2-1          | Victoria  | Amistoso                            |
| 29. | 17 de junio de 2023      | Harrison        | Bolivia           | 1-0          | Victoria  | Amistoso                            |
| 30. | 20 de junio de 2023      | Chester         | Costa Rica        | 3-1          | Victoria  | Amistoso                            |
| 31. | 16 de noviembre de 2023  | Maturín         | Venezuela         | 0-0          | Empate    | Eliminatorias al Mundial 2026       |
| 32. | 21 de noviembre de 2023  | Quito           | Chile             | 1-0          | Victoria  | Eliminatorias al Mundial 2026       |
| 33. | 21 de marzo de 2024      | Harrison        | Guatemala         | 2-0          | Victoria  | Amistoso                            |
| 34. | 24 de marzo de 2024      | Harrison        | Italia            | 0-2          | Derrota   | Amistoso                            |
| 35. | 9 de junio de 2024       | Chicago         | Argentina         | 0-1          | Derrota   | Amistoso                            |
| 36. | 16 de junio de 2024      | East Hartford   | Honduras          | 2-1          | Victoria  | Amistoso                            |
| 37. | 22 de junio de 2024      | Santa Clara     | Venezuela         | 1-2          | Derrota   | Copa América 2024                   |
| 38. | 26 de junio de 2024      | Paradise        | Jamaica           | 3-1          | Victoria  | Copa América 2024                   |
| 39. | 30 de junio de 2024      | Glendale        | México            | 0-0          | Empate    | Copa América 2024                   |
| 40. | 4 de julio de 2024       | Houston         | Argentina         | 1-1 (2-4 p.) | Empate    | Copa América 2024                   |
| 41. | 6 de septiembre de 2024  | Curitiba        | Brasil            | 0-1          | Derrota   | Eliminatorias al Mundial 2026       |
| 42. | 10 de septiembre de 2024 | Quito           | Perú              | 1-0          | Victoria  | Eliminatorias al Mundial 2026       |
| 43. | 10 de octubre de 2024    | Quito           | Paraguay          | 0-0          | Empate    | Eliminatorias al Mundial 2026       |
| 44. | 15 de octubre de 2024    | Montevideo      | Uruguay           | 0-0          | Empate    | Eliminatorias al Mundial 2026       |
| 45. | 14 de noviembre de 2024  | Guayaquil       | Bolivia           | 4-0          | Victoria  | Eliminatorias al Mundial 2026       |
| 46. | 19 de noviembre de 2024  | Barranquilla    | Colombia          | 1-0          | Victoria  | Eliminatorias al Mundial 2026       |
| 47. | 21 de marzo de 2025      | Quito           | Venezuela         | 2-1          | Victoria  | Eliminatorias al Mundial 2026       |
| 48. | 25 de marzo de 2025      | Santiago        | Chile             | 0-0          | Empate    | Eliminatorias al Mundial 2026       |
| 49. | 5 de junio de 2025       | Guayaquil       | Brasil            | 0-0          | Empate    | Eliminatorias al Mundial 2026       |
| 50. | 10 de junio de 2025      | Lima            | Perú              | 0-0          | Empate    | Eliminatorias al Mundial 2026       |

### Goles internacionales
| \| N.° \| Fecha \| Lugar \| Rival \| Gol \| Resultado \| Resultado \| Competición \| \| --- \| ----------------------- \| ---------------------------------------------- \| ----------------- \| --- \| --------- \| --------- \| ----------- \| \| 1. \| 14 de noviembre de 2019 \| Estadio Reales Tamarindos, Portoviejo, Ecuador \| Trinidad y Tobago \| 1–0 \| 3–0 \| Victoria \| Amistoso \| |                         |                                                |                   |     |           |           |             |
| N.° | Fecha                   | Lugar                                          | Rival             | Gol | Resultado | Resultado | Competición |
| 1. | 14 de noviembre de 2019 | Estadio Reales Tamarindos, Portoviejo, Ecuador | Trinidad y Tobago | 1–0 | 3–0       | Victoria  | Amistoso    |

## Estadísticas

### Clubes
Actualizado al último partido disputado el 17 de agosto de 2025.
| Club                              | Div.          | Temporada     | Liga  | Liga  | Copas nacionales | Copas nacionales | Copas internacionales | Copas internacionales | Otros | Otros | Total | Total |
| Club                              | Div.          | Temporada     | Part. | Goles | Part.            | Goles            | Part.                 | Goles                 | Part. | Goles | Part. | Goles |
| --------------------------------- | ------------- | ------------- | ----- | ----- | ---------------- | ---------------- | --------------------- | --------------------- | ----- | ----- | ----- | ----- |
| Independiente del Valle · Ecuador | 1.ª           | 2015          | 0     | 0     | Inexistentes     | Inexistentes     | Inexistentes          | Inexistentes          | —     | —     | 0     | 0     |
| Independiente del Valle · Ecuador | 1.ª           | 2016          | 2     | 0     | Inexistentes     | Inexistentes     | Inexistentes          | Inexistentes          | —     | —     | 2     | 0     |
| Independiente del Valle · Ecuador | 1.ª           | 2017          | 1     | 0     | Inexistentes     | Inexistentes     | Inexistentes          | Inexistentes          | —     | —     | 1     | 0     |
| Independiente del Valle · Ecuador | 1.ª           | 2018          | 32    | 3     | Inexistentes     | Inexistentes     | 0                     | 0                     | —     | —     | 32    | 3     |
| Independiente del Valle · Ecuador | 1.ª           | 2019          | 26    | 0     | 0                | 0                | 11                    | 2                     | —     | —     | 37    | 2     |
| Independiente del Valle · Ecuador | 1.ª           | 2020          | 0     | 0     | 0                | 0                | 2                     | 0                     | —     | —     | 2     | 0     |
| Independiente del Valle · Ecuador | Total club    | Total club    | 61    | 3     | 0                | 0                | 13                    | 2                     | 0     | 0     | 74    | 5     |
| Atlético Mineiro · Brasil         | 1.ª           | 2020          | 28    | 3     | 0                | 0                | —                     | —                     | 5     | 0     | 33    | 3     |
| Atlético Mineiro · Brasil         | 1.ª           | 2021          | 5     | 0     | 1                | 0                | 4                     | 0                     | 5     | 0     | 15    | 0     |
| Charlotte F. C. Estados Unidos    | 1.ª           | 2022          | 10    | 0     | 1                | 0                | Inexistentes          | Inexistentes          | —     | —     | 11    | 0     |
| Charlotte F. C. Estados Unidos    | Total club    | Total club    | 10    | 0     | 1                | 0                | 0                     | 0                     | 0     | 0     | 11    | 0     |
| Talleres (C) Argentina            | 1.ª           | 2022          | 15    | 0     | 3                | 0                | 4                     | 1                     | —     | —     | 22    | 1     |
| Talleres (C) Argentina            | 1.ª           | 2023          | 19    | 0     | 1                | 0                | 0                     | 0                     | —     | —     | 20    | 0     |
| Talleres (C) Argentina            | Total club    | Total club    | 34    | 0     | 4                | 0                | 4                     | 1                     | 0     | 0     | 42    | 1     |
| Atlético Mineiro · Brasil         | 1.ª           | 2023          | 18    | 0     | 0                | 0                | 0                     | 0                     | 0     | 0     | 18    | 0     |
| Atlético Mineiro · Brasil         | 1.ª           | 2024          | 22    | 0     | 10               | 0                | 12                    | 0                     | 7     | 0     | 51    | 0     |
| Atlético Mineiro · Brasil         | 1.ª           | 2025          | 14    | 0     | 5                | 0                | 4                     | 0                     | 9     | 0     | 32    | 0     |
| Atlético Mineiro · Brasil         | Total club    | Total club    | 87    | 3     | 16               | 0                | 20                    | 0                     | 26    | 0     | 149   | 3     |
| Total carrera                     | Total carrera | Total carrera | 192   | 6     | 21               | 0                | 37                    | 3                     | 26    | 0     | 276   | 9     |
| 1. 2. 3.                          |               |               |       |       |                  |                  |                       |                       |       |       |       |       |

## Palmarés

### Campeonatos regionales
| Título             | Club             | Año  |
| ------------------ | ---------------- | ---- |
| Campeonato Mineiro | Atlético Mineiro | 2020 |
| Campeonato Mineiro | Atlético Mineiro | 2021 |
| Campeonato Mineiro | Atlético Mineiro | 2024 |
| Campeonato Mineiro | Atlético Mineiro | 2025 |

### Campeonatos nacionales
| Título            | Club             | Año  |
| ----------------- | ---------------- | ---- |
| Serie A de Brasil | Atlético Mineiro | 2021 |
| Copa de Brasil    | Atlético Mineiro | 2021 |

### Campeonatos internacionales
| Título            | Club                    | Año  |
| ----------------- | ----------------------- | ---- |
| Copa Sudamericana | Independiente del Valle | 2019 |